# Банново
Ба́нново (рос. Банново) — село у складі Кропивинського округу Кемеровської області, Росія.

## Населення
Населення — 820 осіб (2010; 992 у 2002).
Національний склад (станом на 2002 рік):
- росіяни — 86 %